# グランド・ロイヤル
グランド・ロイヤル（Grand Royal）は、1992年にラップ・グループのビースティ・ボーイズがデフ・ジャム・レコーディングスを去った後、キャピトル・レコードと共同で設立したカリフォルニア州ロサンゼルスを拠点とするヴァニティ・レコードレーベル（子会社として設立されたレーベル）。
債務超過により、グランド・ロイヤルは2001年に廃業。その資産は「Bid4Assets（オンライン不動産オークション・ウェブサイト）」のオークションで売却された。これらの資産には、ビースティ・ボーイズの音楽に対する権利は含まれていなかった。資産とバック・カタログは、GR2レコードを開始したファンたちのグループによって購入された。2016年、GR2はグランド・ロイヤルの2番目のリリースであったアルバム『My Crazy Life』の権利とマスター録音を、DFL (Dead Fucking Last)のメンバーに売り渡した。
「グランド・ロイヤル」は、グループによって書かれ、発行された雑誌の名前でもあった。「ジェネレーションXの一部を定義するようになった」出版物とされるもので、『グランド・ロイヤル』の全6号の配布は合計30万部と推定された。

## アーティスト
- デレク・アラン
- アレック・エンパイア
- アタリ・ティーンエイジ・ライオット
- アット・ザ・ドライヴイン
- バッシュ・トン
- ビースティ・ボーイズ
- ビッグ・ファット・ラヴ
- bis
- ブラン・ヴァン3000
- BS 2000
- Buffalo Daughter
- バター08
- DFL
- デファクト
- EC8OR
- DJハリケーン
- ジミー・イート・ワールド
- コースターズ
- レディース・フー・ランチ
- ベン・リー
- ショーン・レノン
- リキッド・リキッド
- ルシャス・ジャクソン
- ミカボム
- ミスター・リフ
- モイストボーイズ
- マニー・マーク
- ノイズ・アディクト
- ナルセット
- プルーンズ
- ロジータ
- ラッセル・シミンズ
- スケープゴート・ワックス
- Shizuo
- Shizuo Vs Shizor
- Siud
- DJストリクトナイン & パラノーム
- サクパッチ
- テクノ・アニマル
- ジョセフィン・ウィッグス・エクスペリエンス
- ラッチ・ブラザーズ